# Microregione di Guarapari
Guarapari è una microregione dello Stato dell'Espírito Santo in Brasile appartenente alla mesoregione di Central Espírito-Santense.

## Comuni
Comprende 6 comuni:
- Alfredo Chaves
- Anchieta
- Guarapari
- Iconha
- Piúma
- Rio Novo do Sul